# Departament płocki (Księstwo Warszawskie)
Departament płocki – jednostka administracyjna Księstwa Warszawskiego ze stolicą w Płocku utworzona na podstawie art. 64 konstytucji z dotychczasowego departamentu płockiego Prus Nowowschodnich. 19 grudnia 1807 r. dokonano podziału departamentu na powiaty i zgromadzenia gminne. Po kongresie wiedeńskim został przekształcony w województwo płockie Królestwa Polskiego.

## Podział administracyjny
- powiat lipiński
- powiat wyszogrodzki
- powiat pułtuski
- powiat mławski
- powiat przasnyski
- powiat ostrołęcki